# Кариколь, Аарон Мартин
Аарон Мартин Кариколь (исп. Aarón Martín Caricol; род. 22 апреля 1997 года, Монмело, Испания) — испанский футболист, защитник клуба «Дженоа».

## Клубная карьера
Кариколь является воспитанником «Эспаньола». С 2015 года выступает за вторую команду. Дебютировал за неё 29 марта 2015 года в поединке против «Химнастика Таррагона».
С сезона 2016/17 привлекается к играм основной команды. 2 октября 2016 года дебютировал в Ла Лиге в поединке против «Вильярреала», выйдя на замену на 68-й минуте вместо Хосе Антонио Рейеса.
6 августа 2018 года Кариколь на правах аренды присоединился к «Майнцу». Его первый матч в Бундеслиге состоялся 26 августа в игре против «Штутгарта», Кариколь провёл на поле все 90 минут. 5 ноября 2018 года Кариколь согласился на новый контракт в «Майнце» и официально стал футболистом клуба.

## Карьера в сборной
В 2015 году Кариколь в составе юношеской сборной Испании до 19 лет выиграл юношеский чемпионат Европы в Греции. На турнире провёл все пять встреч.

## Достижения
Испания (до 19)
- Чемпион Европы для игроков до 19 лет: 2015